# 偽の女庭師
『偽の女庭師』（にせのおんなにわし、伊：La finta giardiniera）K.196は、ヴォルフガング・アマデウス・モーツァルトが作曲したオペラ。『偽りの女庭師』、『にせの花作り女』とも訳される。

## 概要
1774年2月にバイエルン選帝侯マクシミリアン3世から作曲を依頼されたモーツァルトはザルツブルクで作曲に着手した。同年12月に初演される予定だったが延期され、翌1775年1月13日にミュンヘンのザルヴァートル劇場 （Salvatortheater）で初演された。
モーツァルトのイタリア語オペラの多くは戦後一時期まで（地方やベルリン・コーミッシェ・オーパーなどでは現在も）ドイツ語圏ではドイツ語上演されるのが通例だったが、本作は唯一、作曲者の生前に自身の関与によってドイツ語版（ジングシュピール）が制作された作品であり（1780年にアウクスブルクで初演）、ロッシーニの『ウイリアム・テル』、ヴェルディの『ドン・カルロ』などと同様の二ヵ国語版併存作品といえる。なお、1978年に発見されるまでオリジナルのイタリア語版は紛失していた。なおドイツ語版は、新全集では『愛ゆえの女庭師』（Die Gärtnerin aus Liebe）と命名されている。
オリジナルの台本はジュゼッペ・ペトロセリーニの作ともされるが不明である。1774年にローマでパスクワーレ・アンフォッシの作曲によって上演されている。ドイツ語版はヨハン・アンドレアス・シャハトナーの翻訳による。
なお、モーツァルトはおそらく1775年に2部からなる序曲に第3楽章（K.121）を追加して交響曲（K.207a）とした。

## 登場人物
- ドン・アキーゼ（市長） - テノール
- ヴィオランテ・オネスティ（サンドリーナという庭師を名乗っている侯爵令嬢） - ソプラノ
- ベルフィオーレ伯爵（ヴィオランテのかつての恋人） - テノール
- アルミンダ（市長の姪、ベルフィオーレの婚約者） - ソプラノ
- ラミロ（アルミンダに恋する騎士） - メゾソプラノ
- セルペッタ（小間使） - ソプラノ
- ロベルト（ナルドと名乗るヴィオランテの従僕、市長の家の使用人） - バリトン

## 演奏時間
カット無しで約3時間（各幕75分、75分、30分)。しかし実際の上演ではカットすることが多い。

## あらすじ

### 第1幕
ドン・アキーゼ市長は屋敷に住みこみの庭師サンドリーナを口説いている。その一方で、使用人のナルドは小間使いセルペッタを口説こうとしているが、いつものようにあしらわれてしまう。
そんな最中に市長の姪であるアルミンダがベルフィオーレ伯爵と共に訪れる。ベルフィオーレはアルミンダを口説こうとするが、男性不信であるアルミンダは、ベルフィオーレに証明書を見せるよう求め、彼は自分の家系には歴史上の有名な英雄たちが多く存在すると話す。
サンドリーナは、かつての恋人であるベルフィオーレがアルミンダの婚約者であるということを知ってしまい、またベルフィオーレもサンドリーナがかつての恋人ヴィオランテにそっくりなので驚く。

#### 曲目
- 序曲
- 五重唱「何と楽しい日、空は晴れ、心ははずむ」
- ラミロのアリア「小鳥は臆病、篭から逃げて自由になっても、踊って帰る」
- ドン・アンキーゼのアリア「わが耳に響く快い音楽。甘い哀愁に心はなごむ」
- サンドリーナのアリア「女は哀れなもの。優しい愛を誓っても次の日には忘れられる」
- ナルドのアリア「金づちは鉄をきたえ、鋭いノミは石を刻むが」
- ベルフィオーレのアリア「何と魅力的なこの姿」
- アリアAr「男が女を見そめたら、すぐ忠実を誓いたがる」
- ベルフィオーレのアリア「東西南北、わが高貴な祖先を知らぬ者はない」
- セルペッタとナルドのアリエッタ「夫婦の楽しみを早く味わいたい」
- セルペッタのアリア「私を見る者は誰でもたちまち心を奪われる」
- サンドリーナのアリア「この異郷に迷って、安息と歓喜に憧れる」
- フィナーレ「ああ!これはなんという魔法だ」

### 第2幕
ベルフィオーレとサンドリーナが元恋人同士であるということに気づいたアルミンダが怒っている。そんな中、アルミンダに恋をするラミロはこの結婚が台無しになるように考える。一方で、ベルフィオーレはサンドリーナの心を和らげようとするも、サンドリーナはベルフィオーレを許そうとしない。かつてベルフィオーレは嫉妬心から当時の恋人ヴィオランテ（サンドリーナ）の胸を刺したことがあり、生死がわからない状態のままだったのである。
ラミロがベルフィオーレの過去をドン・アキーゼ市長に報告し、アルミンダとの結婚は破談になってしまう危機に陥る。サンドリーナは自分こそが被害者ヴィオランテであるが、命は助かり、ベルフィオーレを許すと訴え、ベルフィオーレは法的制裁から免れたものの、アルミンダとの結婚は台無しになる。
自分の結婚を台無しにした逆恨みから、ベルフィオーレはサンドリーナを拉致し、真っ暗な野に放り出す。ベルフィオーレとサンドリーナは悲しみのあまり狂乱に陥ってしまう。

#### 曲目
- アルミンダのアリア「私の怒りを鎮めるには、非道なあなたの心臓を八つ裂きに」
- ナルドのアリア「イタリア語で言うならば」
- ベルフィオーレのアリア「魅力的なその目に私は見とれる」
- サンドリーナのアリア「静かに語る声が、私の胸に聞こえてくる」
- ドン・アンキーゼのアリア「何だと? 結婚などとんでもない」
- ラミロのアリア「ああ嬉しい希望、わが忠実な恋人」
- ベルフィオーレのレチタティーヴォ「聞いてくれ。だが彼女は去って行く」
- セルペッタのアリア「楽しく生きるには、苦情は言わず、腹をたてないこと」
- サンドリーナのアリア「ああ、むごい人たち。ああ神よ、どうして私を見捨てる」
- サンドリーナのカヴァティーナ「ああ涙に濡れ、もはや息までつまりそう」
- フィナーレ「この影、この暗闇の中で」

### 第3幕
ドン・アンキーゼ市長は姪のアルミンダにラミロとの結婚を勧める。そんな最中、正気に戻ったベルフィオーレとサンドリーナは互いに愛を確かめあう。結局、アルミンダとラミロ、ベルフィオーレとサンドリーナ、ナルドとセルペッタの3組のカップルが市長に祝福される。市長自身もまた、サンドリーナから身を引き、新しい女性との出会いを求める。

#### 曲目
- ナルドのアリアとサンドリーナとベルフィオーレの二重唱「あの気違い沙汰を見るがよい」
- ドン・アンキーゼのアリア「さて、あなたが私に言いたいことは」
- ラミロのアリア「あなたが私を見捨てても、私の心は変わらない」
- サンドリーナとベルフィオーレのレチタティーヴォと二重唱「あなたは逃げるのか」
- フィナーレと合唱「女庭師よ、万歳」